# Vertault
Vertault is een gemeente in het Franse departement Côte-d'Or (regio Bourgogne-Franche-Comté) en telt 54 inwoners (2009). De plaats maakt deel uit van het arrondissement Montbard.

## Geografie
De oppervlakte van Vertault bedraagt 21,0 km², de bevolkingsdichtheid is dus 2,6 inwoners per km².
De onderstaande kaart toont de ligging van Vertault met de belangrijkste infrastructuur en aangrenzende gemeenten.

## Demografie
Onderstaande figuur toont het verloop van het inwonertal (bron: INSEE-tellingen).